# Simcoe-Est
Pour les articles homonymes, voir Simcoe (homonymie).
Circonscription électorale fédérale du Canada
Simcoe-Est ((en) Simcoe East) est une circonscription électorale fédérale de l'Ontario, représentée de 1882 à 1968.
La circonscription de Simcoe-Est est créée en 1882 d'une partie de Muskoka. Abolie en 1966, elle est redistribuée parmi Grey—Simcoe, Parry Sound—Muskoka et Simcoe-Nord.

## Géographie
En 1882, la circonscription de Simcoe-Est comprenait:
- Les cantons de Tay, Medonte, Oro, Orillia, Matchedash, Muskoka, Wood, Medora, Monck et Tiny
- Les villages de Gravenhurst et Midland
- Les villes d'Orillia et de Penetanguishene

En 1914, les villages de Colwater et de Victoria Harbour sont incorporés à la circonscription

## Députés
| Législature                                                                   | Années                      | Député                      | Député                      | Parti                       |
| Simcoe-Est issue de Muskoka                                                   | Simcoe-Est issue de Muskoka | Simcoe-Est issue de Muskoka | Simcoe-Est issue de Muskoka | Simcoe-Est issue de Muskoka |
| ----------------------------------------------------------------------------- | --------------------------- | --------------------------- | --------------------------- | --------------------------- |
| 5e                                                                            | 1882–1887                   |                             | Hermon Henry Cook           | Libéral                     |
| 6e                                                                            | 1887–1891                   |                             | Hermon Henry Cook           | Libéral                     |
| 7e                                                                            | 1891–1892                   | Philip Howard Spohn         |                             | Libéral                     |
| 7e                                                                            | 1892-1896                   |                             | William Humphrey Bennett    | Conservateur                |
| 8e                                                                            | 1896–1897                   |                             | William Humphrey Bennett    | Conservateur                |
| 8e                                                                            | 1897-1900                   |                             | William Humphrey Bennett    | Conservateur                |
| 9e                                                                            | 1900–1904                   |                             | William Humphrey Bennett    | Conservateur                |
| 10e                                                                           | 1904–1908                   |                             | William Humphrey Bennett    | Conservateur                |
| 11e                                                                           | 1908–1911                   |                             | Thomas Edward Manley Chew   | Libéral                     |
| 12e                                                                           | 1911–1917                   |                             | William Humphrey Bennett    | Conservateur                |
| 13e                                                                           | 1917–1921                   | James Brockett Tudhope      | Unioniste                   |                             |
| 14e                                                                           | 1921–1925                   |                             | Thomas Edward Manley Chew   | Libéral                     |
| 15e                                                                           | 1925–1926                   |                             | Alfred Burke Thompson       | Conservateur                |
| 16e                                                                           | 1926–1930                   |                             | Alfred Burke Thompson       | Conservateur                |
| 17e                                                                           | 1930–1935                   |                             | Alfred Burke Thompson       | Conservateur                |
| 18e                                                                           | 1935–1940                   |                             | George McLean               | Libéral                     |
| 19e                                                                           | 1940–1945                   |                             | George McLean               | Libéral                     |
| 20e                                                                           | 1945–1949                   | William Alfred Robinson     |                             | Libéral                     |
| 21e                                                                           | 1949–1953                   | William Alfred Robinson     |                             | Libéral                     |
| 22e                                                                           | 1953–1957                   | William Alfred Robinson     |                             | Libéral                     |
| 23e                                                                           | 1957–1958                   |                             | Philip Bernard Rynard       | Progressiste-conservateur   |
| 24e                                                                           | 1958–1962                   |                             | Philip Bernard Rynard       | Progressiste-conservateur   |
| 25e                                                                           | 1962–1963                   |                             | Philip Bernard Rynard       | Progressiste-conservateur   |
| 26e                                                                           | 1963–1965                   |                             | Philip Bernard Rynard       | Progressiste-conservateur   |
| 27e                                                                           | 1965–1968                   |                             | Philip Bernard Rynard       | Progressiste-conservateur   |
| Circonscription dissoute dans Grey—Simcoe, Parry Sound—Muskoka et Simcoe-Nord |                             |                             |                             |                             |